# Campanularia delicata
Campanularia delicata är en nässeldjursart som först beskrevs av Trebilcock 1928.  Campanularia delicata ingår i släktet Campanularia och familjen Campanulariidae. Inga underarter finns listade i Catalogue of Life.